# 堕ちた弁護士 -ニック・フォーリン-
『堕ちた弁護士 -ニック・フォーリン-』（おちたべんごし ニック・フォーリン、原題：THE GUARDIAN ）は、アメリカ合衆国のCBSで2001年9月から2004年5月まで放送された弁護士ドラマ。作家・脚本家のデビッド・ホランダー制作。
日本では、2005年からFOXチャンネルで第2シーズンまで放映。第3シーズンは、FOXCRIMEで放送された。地上波ではメ〜テレで第1シーズン（2011年9月27日-2012年3月6日）、第2シーズン（2012年3月20日-2012年9月11日）を放送。テレビ愛知で第1シーズン（2013年7月15日-2013年8月13日）を放送。
2012年7月からAXNで、第1シーズンを放送。
2013年6月5日にタイトルを『ヒューマニスト 堕ちた弁護士』と改題したシーズン1の日本版DVD-BOXが発売。シーズン2は2013年9月4日、シーズン3は2013年12月4日に発売された。
レンタル開始はセル版の発売より約1ヶ月早くシーズン1は2013年5月2日、シーズン2は2013年8月2日、シーズン3は2013年11月2日より開始された。

## あらすじ
やりての企業弁護士であるニック・フォーリンは、麻薬を使用して有罪となり、児童法律サービス(CLS : Children's Legal Services)での社会奉仕活動を余儀なくされる。全く違う2つの世界に関わることから来る苦悩を描く。

## 登場人物
ニコラス・フォーリン
演 - サイモン・ベイカー、吹替 - 桐本琢也
通称・ニック。弁護士事務所「フォーリン・アンド・アソシエーツ（フォーリン弁護士事務所）」に所属するエリート弁護士。薬物使用により有罪判決を下され、3年間の執行猶予、1万ドルの罰金、及び1500時間の奉仕活動を命じられる。10歳の時に両親が離婚し、以後は母親と暮らしていたが、12歳の時に母が亡くなる。父親に捨てられたという思いが強く、父との関係には今なおしこりが残っている。
父の事務所では主に企業の買収合併など訴訟額の大きな仕事を、奉仕活動先の児童法律サービス (CLS) では傷ついた子どもたちを救うという、両極端な2つの仕事を毎回両立する。福祉事務所での仕事を続けていくうちに、ニック自身のものの見方・考え方が次第に変化していく。
CLSの同僚・ルルに恋人がいることを知りながらもアプローチし続け、シーズン1で2人が結婚し失恋するもシーズン2で2人は離婚し、その後間もなくルルと結ばれ、シーズン3で彼女との間にダウン症の女児をもうける。
バートン・フォーリン
演 - ダブニー・コールマン、吹替 - 塚田正昭
ニックの父親。「フォーリン・アンド・アソシエーツ」の経営者。弁護士。妻アン（ニックの母親）とはニックが10歳の時に離婚し、別々に暮らしていたが、ニックが12歳の時にアンが病死する。
一見冷徹な仕事人間に見え、ニックにもそう思われているが、ニックの事を心から愛している。
アルヴィン・マスターソン
演 - アラン・ローゼンバーグ、吹替 - 小島敏彦
児童法律サービスの所長。後に郡からの補助金を打ち切られたことで経営困難になり、児童だけでなく一般人も対象とした「ピッツバーグ法律相談所」へと変わる。
ジェームズ・ムーニー
演 - チャールズ・マリク・ウィットフィールド、吹替 - 白熊寛嗣
児童法律サービス所属の弁護士。アフリカ系アメリカ人。子どもを救う仕事に生きがいを感じている。
ジェイク・ストレイカ
演 - ラファエル・スバージ、吹替 - 武虎
フォーリン・アンド・アソシエーツの弁護士。ニックの同僚。バートンがニックばかりを評価し、自身のことを軽んじていることを快く思っていない。
アマンダ・バウルズ
演 - エリカ・リーセン
フォーリン・アンド・アソシエーツの事務員。弁護士という職業に高い理想を持っており、弱者を救うボランティア活動などに興味を持っているが、奨学金返還のために大きな事務所を選んだ。ニックに密かに片想いをしている。
ルイーザ・アーチャー
演 - ウェンディ・モニツ、吹替 - 泉裕子
通称・ルル。大手弁護士事務所の内定を辞退し、ピッツバーグ法律相談所に就職した女性。
シーズン1で婚約者のブライアンと結婚するが、ニックに気持ちが傾いていき、シーズン2でブライアンと離婚し、その後ニックと結ばれる。シーズン3ではニックの子供を授かるも、ダウン症であることがわかり苦悩する。
ローリー・ソルト
演 - キャスリーン・チャルファント、吹替 - 田畑ゆり
児童福祉局の職員（保護師）。

## 用語
フォーリン・アンド・アソシエーツ
主人公ニックが勤める弁護士事務所。ニックの父バートンがシニアパートナー（経営者）を務める。主に、企業の買収、合併などを請け負う。
シーズン2でニックが共同経営者となったためフォーリン・アンド・フォーリン・アソシエーツと社名を変更する。
児童法律サービス (Children's Legal Services)
通称・CLS。事件に巻き込まれた、事件を起こした18歳以下の児童の保護を対象とした福祉事務所。後に郡から補助金を打ち切られ、経営困難になり、一般の大人も対象としたピッツバーグ法律相談所へと変わる。

## エピソード

### 第1シーズン（全22話）
| 通 算 | #  | 邦題                   | 原題                       | 放映日         |
| ----- | -- | ---------------------- | -------------------------- | -------------- |
| 1     | 1  | 父と息子               | Pilot                      | 2001年09月25日 |
| 2     | 2  | 呪縛                   | Reunion                    | 2001年10月02日 |
| 3     | 3  | 真実の重荷             | Paternity                  | 2001年10月09日 |
| 4     | 4  | イーサンの孤独         | Lolita?                    | 2001年10月16日 |
| 5     | 5  | 幼馴染                 | The Men from the Boys      | 2001年10月23日 |
| 6     | 6  | 過去のない依頼人       | Indian Summer              | 2001年10月30日 |
| 7     | 7  | 裏切りと絶望と         | Feeding Frenzy             | 2001年11月06日 |
| 8     | 8  | 命のある限り           | Heart                      | 2001年11月20日 |
| 9     | 9  | 満たされぬ思い         | The Funnies                | 2001年11月27日 |
| 10    | 10 | 背信の行方             | Loyalties                  | 2001年12月11日 |
| 11    | 11 | 我が家の記憶           | Home                       | 2001年12月18日 |
| 12    | 12 | 苛立ちと誘惑           | Causality                  | 2002年01月08日 |
| 13    | 13 | 秘匿特権               | Privilege                  | 2002年01月22日 |
| 14    | 14 | 母の秘密               | Family                     | 2002年02月05日 |
| 15    | 15 | 裁きのあとに           | In Loco Parentis           | 2002年02月26日 |
| 16    | 16 | ままならぬ気持ち       | Solidarity                 | 2002年03月05日 |
| 17    | 17 | 裂かれた絆             | The Divide                 | 2002年03月12日 |
| 18    | 18 | 失われた時を求めて     | Mothers of the Disappeared | 2002年03月26日 |
| 19    | 19 | 金と銃と弁護士と       | Lawyers, Guns and Money    | 2002年04月09日 |
| 20    | 20 | ジレンマ               | Shelter                    | 2002年05月07日 |
| 21    | 21 | チャイニーズ・ウォール | The Chinese Wall           | 2002年05月14日 |
| 22    | 22 | 悪夢                   | The Beginning              | 2002年05月21日 |

### 第2シーズン（全23話）
| 通 算 | #  | 邦題                 | 原題                  | 放映日         |
| ----- | -- | -------------------- | --------------------- | -------------- |
| 23    | 1  | 危うい証言           | Testimony             | 2002年09月24日 |
| 24    | 2  | モンスター           | Monster               | 2002年10月01日 |
| 25    | 3  | 罪と棺               | The Dead              | 2002年10月08日 |
| 26    | 4  | 新しい人生           | The Next Life         | 2002年10月15日 |
| 27    | 5  | 予期せぬ出来事       | Assuming the Position | 2002年10月22日 |
| 28    | 6  | 生きるために         | The Living            | 2002年10月29日 |
| 29    | 7  | 灰色の潔白           | The Innocent          | 2002年11月12日 |
| 30    | 8  | 疑惑の隣人           | The Neighborhood      | 2002年11月19日 |
| 31    | 9  | 弱き君のために       | The Dark              | 2002年11月26日 |
| 32    | 10 | 愛するがゆえに       | Sacrifice             | 2002年12月10日 |
| 33    | 11 | 悲運                 | No Good Deed          | 2002年12月17日 |
| 34    | 12 | 運命                 | You Belong to Me      | 2003年01月07日 |
| 35    | 13 | 野心                 | Ambition              | 2003年01月21日 |
| 36    | 14 | 誤算                 | Understand Your Man   | 2003年02月04日 |
| 37    | 15 | キッド・ファインダー | Where You Are         | 2003年02月11日 |
| 38    | 16 | 告白                 | The Weight            | 2003年02月18日 |
| 39    | 17 | 分かれ道             | The Intersection      | 2003年02月25日 |
| 40    | 18 | 偽りの証言           | My Aim Is True        | 2003年03月18日 |
| 41    | 19 | 戻ってきたスター     | Back in the Ring      | 2003年04月01日 |
| 42    | 20 | 良心                 | What It Means to You  | 2003年04月22日 |
| 43    | 21 | 崩壊                 | Burton & Ernie        | 2003年04月29日 |
| 44    | 22 | 怨宿                 | Sensitive Jackals     | 2003年05月06日 |
| 45    | 23 | 情念の炎             | All the Rage          | 2003年05月13日 |

### 第3シーズン（全22話）
| 通 算 | #  | 邦題                 | 原題                           | 放映日         |
| ----- | -- | -------------------- | ------------------------------ | -------------- |
| 46    | 1  | 友の死               | Carnival                       | 2003年09月23日 |
| 47    | 2  | 相克                 | Big Coal                       | 2003年09月30日 |
| 48    | 3  | 仮面                 | The Line                       | 2003年10月07日 |
| 49    | 4  | 父と娘               | The Father-Daughter Dance      | 2003年10月14日 |
| 50    | 5  | 報酬                 | Shame                          | 2003年10月21日 |
| 51    | 6  | 惜愛の夜             | Let's Spend the Night Together | 2003年10月28日 |
| 52    | 7  | 心変わり             | Hazel Park                     | 2003年11月04日 |
| 53    | 8  | 決心                 | Believe                        | 2003年11月11日 |
| 54    | 9  | 幻の肉親             | Let God Sort 'Em Out           | 2003年11月25日 |
| 55    | 10 | 混迷                 | Swimming                       | 2003年12月16日 |
| 56    | 11 | 継承の資格           | Legacy                         | 2004年01月06日 |
| 57    | 12 | イン・ザ・ミスト     | Beautiful Blue Mystic          | 2004年01月13日 |
| 58    | 13 | 事故の真相           | Amends                         | 2004年01月27日 |
| 59    | 14 | 決断                 | All Is Mended                  | 2004年02月10日 |
| 60    | 15 | 逸脱行為             | Without Consent                | 2004年02月17日 |
| 61    | 16 | 思春期の闇           | Sparkle                        | 2004年02月24日 |
| 62    | 17 | 必死の捜索           | The Watchers                   | 2004年03月02日 |
| 63    | 18 | バチェラー・パーティ | The Bachelor Party             | 2004年03月09日 |
| 64    | 19 | 過去からの銃弾       | Remember                       | 2004年04月06日 |
| 65    | 20 | 画策                 | The Vote                       | 2004年04月20日 |
| 66    | 21 | 岐路                 | Blood In, Blood Out            | 2004年04月27日 |
| 67    | 22 | 新しい人生           | Antarctica                     | 2004年05月04日 |